# 材料專案
材料專案（Materials Project）是一個提供材料性質的開放式數據庫，以預測如何使用新材料（包括真實材料和假設材料）來加速技術發展。該專案成立於2011年，重點是電池研究，但也包括潔淨能源系統的諸多領域如光伏、熱電材料和催化劑等性質計算。數據庫中包含大部分已知的35,000種分子和超過130,000種無機化合物。

勞倫斯伯克利國家實驗室的Kristin Persson博士創立並領導了該專案。